# كيت جنكينز
كيت جنكينز (بالإنجليزية: Kate Jenkins)‏ هي محامية أسترالية، ولدت في 1968.